# Gerhart Pohl
Gerhart Pohl (ur. 9 lipca 1902 w Żmigrodzie, zm. 15 sierpnia 1966 w Berlinie) – niemiecki pisarz.

## Życiorys
Niemiecki pisarz i krytyk literacki Gerhart Pohl zasłynął jako towarzysz ostatnich miesięcy życia Gerharta Hauptmanna. Okres ten opisał w słynnej książce "Bin ich noch in meinem Haus" (Czy jestem jeszcze w swoim domu) – wydanej w Berlinie w 1953 r. i odtąd wielokrotnie wznawianej.
Gerhart Pohl studiował germanistykę we Wrocławiu i w Monachium, a w 1921 r., w wieku 19 lat obronił doktorat. Następnie pracował jako lektor dla lewicującego czasopisma literackiego "Die neue Bücherschau" w Berlinie (1922-1929 r.). W tym wczesnym okresie powstaje m.in. książka "Der verrückte Ferdinand" (Szalony Ferdynand, 1937 r.), oparta na przeżyciach autora z dzieciństwa. Od późnych lat trzydziestych zamieszkiwał w powstałym w 1912 domu w Wilczej Porębie, będącym wcześniej domem wypoczynkowym żydowskiego lekarza Alberta Citrona, od którego Pohl go wykupił. W l. 30. dom ten stał się schronieniem dla artystów, naukowców i polityków sprzeciwiających się reżimowi hitlerowskiemu oraz punktem etapowym dla osób przerzucanych przez góry do Czechosłowacji. Przebywali tu m.in. prof. etnologii Will Erich Peuckert, poseł do Reichstagu z listy SPD Carlo Mierendorff, a także Theodor Haubach, Johannes Wüsten, Werner Milch i Jochen Klepper. Swoje przeżycia z tych lat Pohl przetworzył fabularnie w książce "Fluchtburg" (Gród obronny, wyd. w 1955 r.), której tytuł dał przydomek domu w Wilczej Porębie.
Gerhart Pohl doprowadził do wydania w 1946 r. tomiku poezji Gerharta Hauptmanna z czasów wojny – ostatniej publikacji tego pisarza za jego życia. Tom "Neue Gedichte" (Nowe wiersze), z posłowiem Pohla, ukazał się nakładem nowo założonego wydawnictwa "Aufbau", prestiżowego projektu niemieckich komunistów z Berlina Wschodniego i późniejszego miejsca pracy Pohla w latach 1946-1950. W kwietniu 1950 r. Pohl odszedł z wydawnictwa Aufbau i zaczął pracować jako samodzielny pisarz w Berlinie Zachodnim. Opublikowana w 1953 r. relacja "Bin ich noch in meinem Haus..." przyniosła mu, ze względu na krytyczny wobec Polaków ton relacji, poklask ze strony organizacji ziomkowskich. Jeszcze w tym samym roku został odznaczony Federalnym Krzyżem Zasługi, a od 1959 pełnił funkcję prezydenta Zrzeszenia Niemieckich Związków Pisarzy. Obecnie jego osoba jest poza wąskim kręgiem znawców i sympatyków niemal nieznana. Dopiero w 2009 r. ukazał się po wieloletnich staraniach polski przekład jego najważniejszej książki.